# Kilcolgan
Kilcolgan (irisch Cill Cholgáin, „Kirche des Colgán“) ist ein Ort im County Galway im Westen der Republik Irland.
Da der Ort außerhalb einer Gaeltacht-Region liegt, sind der irische und der englische Name gleichberechtigt.
Killgolan ist ein Dorf, Townland und ein Civil Parish. Der Ort liegt etwa 20 Kilometer südöstlich von Galway an der Einmündung der Nationalstraße N67 vom County Kerry kommend mit der Kreuzung der R458 nach Gort. Im Norden begrenzt der Kilcolgan River.
Die Einwohnerzahl von Kilcolgan wurde beim Census 2016 mit 141 Personen, 2022 mit 194 angegeben.

## Katastrophe vom 4. Mai 1902
Am 4. Mai 1902 sank in der Dubulcaun Bay (Teil der Galway Bay) ein Fischerboot. Dabei kamen alle acht Insassen ums Leben. 

## Sehenswürdigkeiten
- Tyrone House, 1779 errichtetes, 1920 zerstörtes Herrenhaus der St. George-Familie
- Kilcolgan Bridge aus dem 18. Jahrhundert, sechsbögige Brücke aus Kalkstein über den Kilcolgan River
- Kilcolgan Castle, 1801 im gotischen Stil errichtetes Wohnhaus für Christopher St. George (wie Tyrone House)
- Kiltiernan Church aus dem 8. Jahrhundert (der Legende nach im 5. Jahrhundert begründet)
- St. Sourney, Quelle und Kirche. Die Kirche aus dem 6. Jahrhundert zeigt ein Portal aus dem 11. Jahrhundert. Nahe dem Friedhof besteht ein Mausoleum aus dem 19. Jahrhundert
- Moran’s Oyster Cottage, als reetgedecktes Cottage errichtet in den 1760er Jahren, traditionelles Austerrestaurant

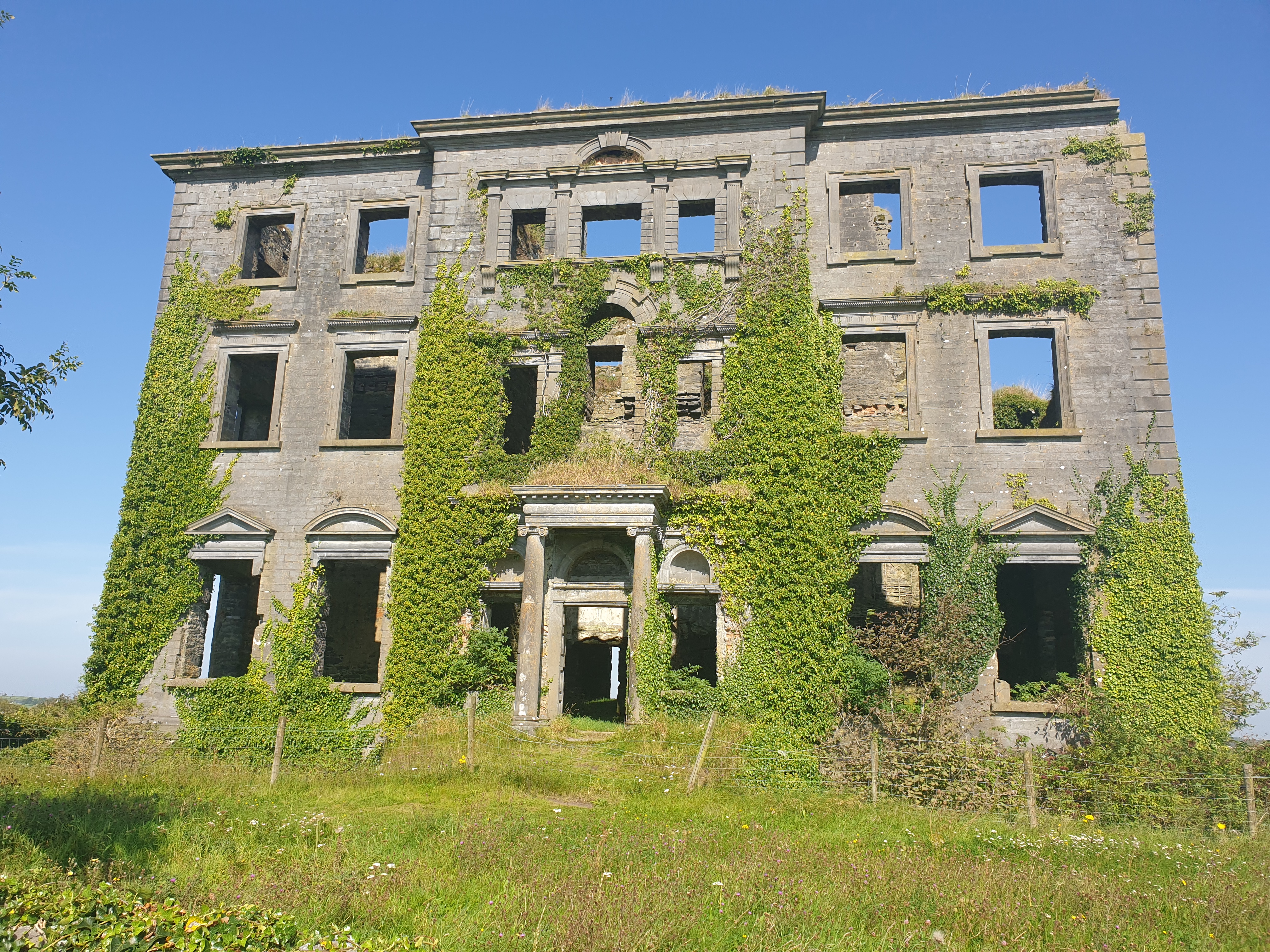
Tyrone House
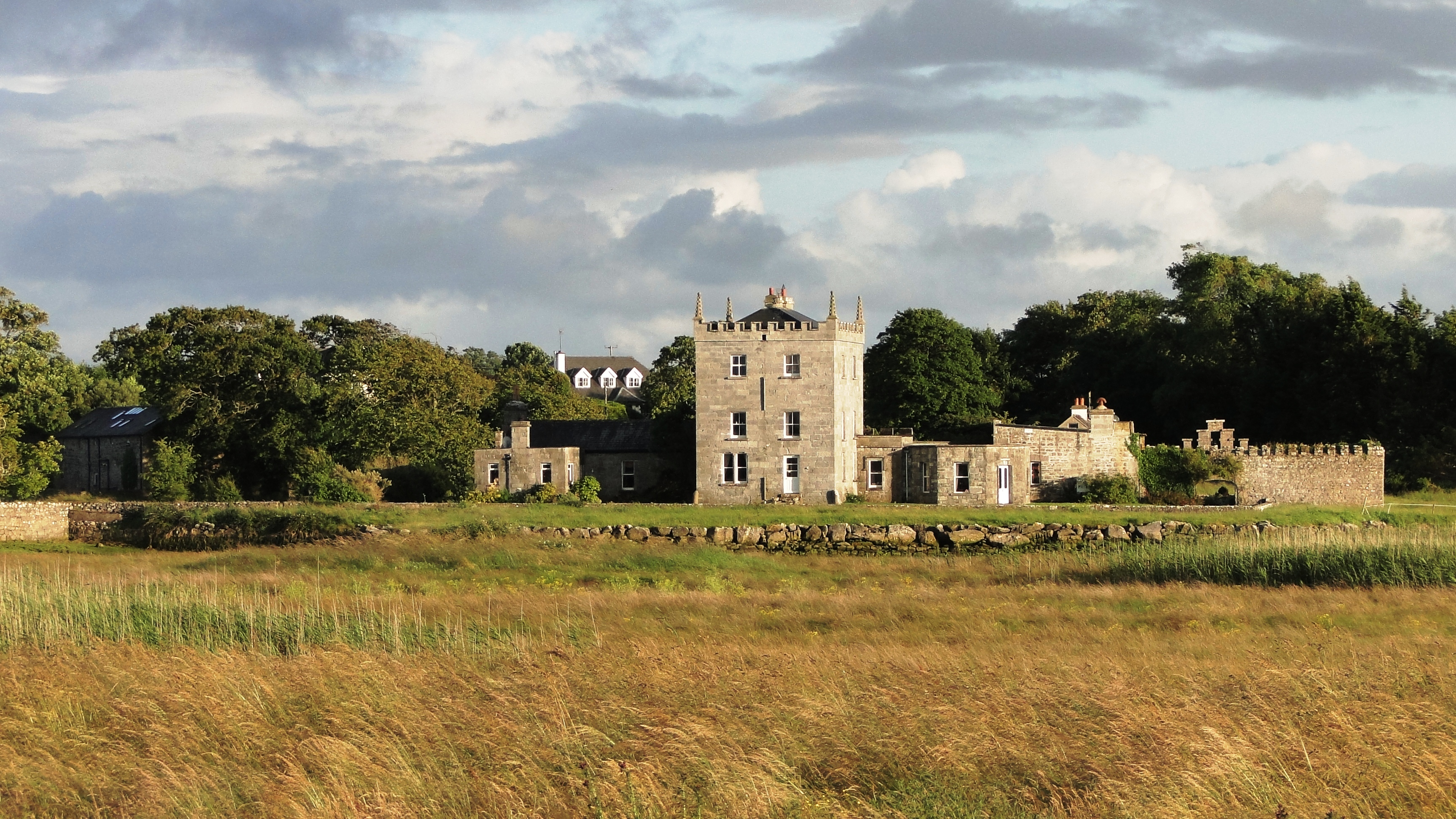
Kilcolgan Castle
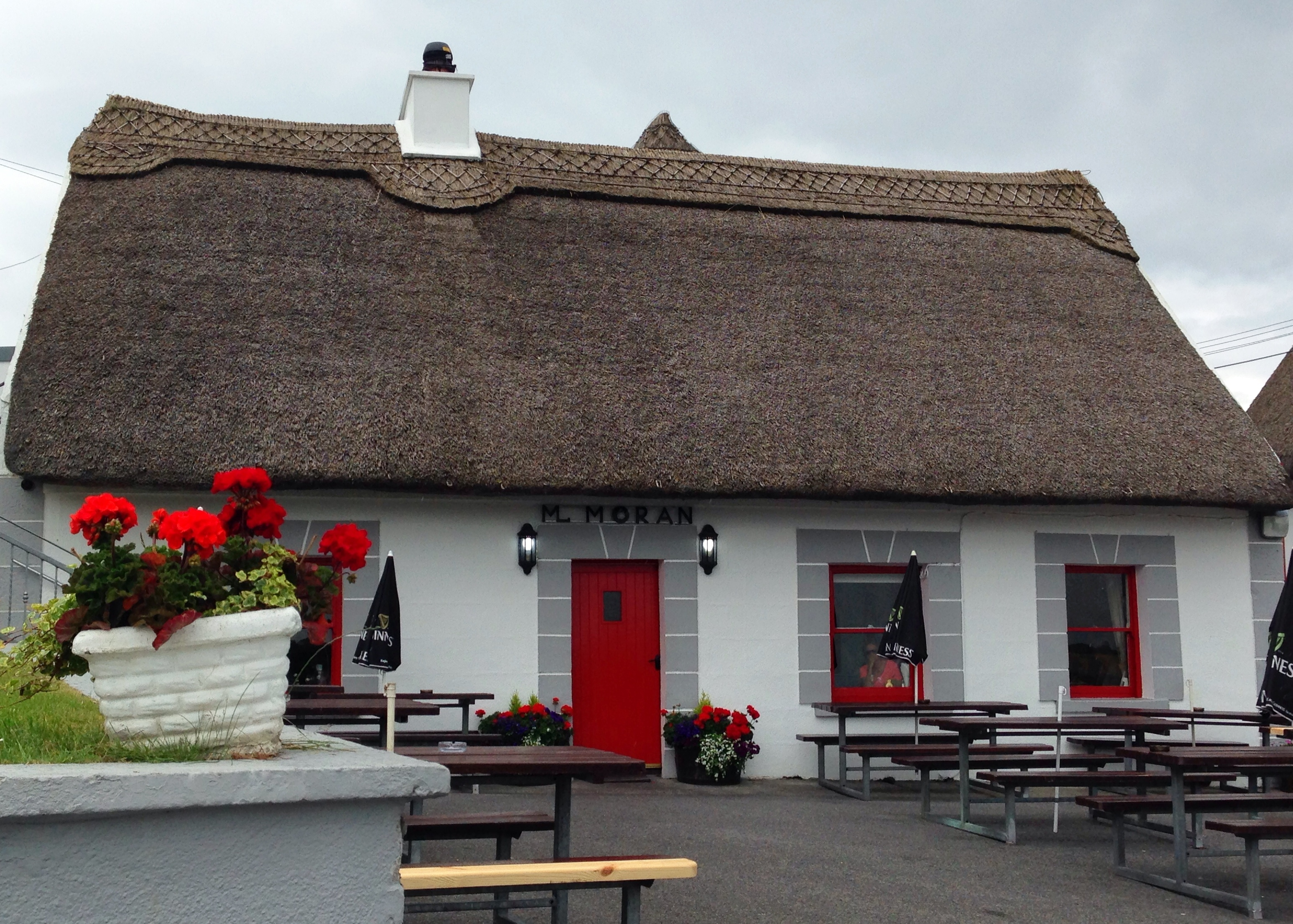
Moran’s Oyster Cottage